# Свидзинский, Михаил
Михаил Свидзинский (укр.  Михайло Свідзінський; 1824, Тауров, Галиция, Австрийская империя — 1857, Акатуйская каторжная тюрьма) — западно-украинский политический деятель.

## Биография
Родился в семье греко-католического священника. Окончил гимназию в г. Станиславе (ныне Ивано-Франковск). Затем обучался на философском факультете университетов в Братиславе и Львове (1840—1842), продолжил учёбу во Львовской греко-католической духовной семинарии, откуда был исключён.
Нелегально выехал из Галичины за границу. В Лондоне (Великобритания) наладил контакты с представителями польской политической эмиграции. После с эмигрантскими изданиями вернулся в Галичину, но при попытке нелегально пересечь границу был задержан и поставлен под надзор полиции.
В начале 1845 года нелегально эмигрировал в Стамбул и связался с М. Чайковским — агентом князя А. Чарторыйского на Балканах.
Будучи воспитанным на произведениях польских писателей-романтиков из, так называемой, украинской школы, решил способствовать восстановлению её политической независимости. Наладил сотрудничество с польской монархической эмиграцией во главе с князем А. Чарторыйским, которая, заботясь о союзниках накануне Галицийского восстания 1846 г., высказывалась за политическую независимость Украины.
По её поручению М. Свидзинский должен был отправиться на Тамань в расположение Черноморского казачьего войска, по возможности войти в контакт с донскими и азовскими казаками и там готовить почву для их участия в будущей совместной с кавказскими горцами и польским корпусом из-за Дуная войне против царской России. Донцам он должен был предложить идею создания отдельного государства, союзного Польше, а черноморцев и азовцев — поощрять к возврату в состав Польши с перспективой получения за заслуги из рук возрожденной в будущем королевской власти дворянство.
Прибыв в конце октября 1845 года в Таганрог, М. Свидзинский устроился декоратором местного театра, а в домах богатых казаков учил детей немецкому языку. При попытке завести доверительный разговор с казацкой старши́ной о необходимости освобождения донского казачества из-под власти Российского императора и о плане будущей войны в союзе с поляками был арестован, осуждён военным трибуналом к каторжным работам в Сибири (Акатуй, Нерчинский Завод), где тяжело заболел и вскоре умер.
Похоронен в поселке Борзинский пост (ныне. Борзя Забайкальского края).